# Mycaranthes latifolia
Mycaranthes latifolia är en orkidéart som beskrevs av Carl Ludwig von Blume. Mycaranthes latifolia ingår i släktet Mycaranthes och familjen orkidéer. Inga underarter finns listade i Catalogue of Life.